# KNVB-Pokal 1937/38
Der KNVB-Pokal 1937/38 war die 33. Auflage des niederländischen Fußball-Pokalwettbewerbs. Pokalsieger wurde der VSV Velsen. Das Team setzte sich im Finale gegen AGOVV Apeldoorn durch.

## Modus
Alle Begegnungen wurden in einem Spiel ausgetragen. Bei unentschiedenem Ausgang kam die auswärts spielende Mannschaft eine Runde weiter.

## 1. Runde
| Datum      |                             | Ergebnis |                        |
| ---------- | --------------------------- | -------- | ---------------------- |
| 27.03.1938 | ADW Amsterdam               | 4:1      | ZNC Zeist              |
| 27.03.1938 | AED Amsterdam               | 3:3      | ZVV Zilvermeeuwen      |
| 27.03.1938 | VV APWC                     | 3:6      | SDW Amsterdam          |
| 27.03.1938 | Arnhemse Boys               | 5:1      | VV Veenendaal          |
| 27.03.1938 | VV Assendelft               | 7:2      | RCA Amsterdam          |
| 27.03.1938 | BAVV                        | 0:5      | Zwolsche AC            |
| 27.03.1938 | Be Quick Zutphen            | 5:5      | Eendracht Arnheim      |
| 27.03.1938 | SV Bolnes                   | 1:2      | SVV Schiedam           |
| 27.03.1938 | AVV BPC                     | 3:0      | TIW Amsterdam          |
| 27.03.1938 | VV Brederodes               | 1:3      | TOG Amsterdam          |
| 27.03.1938 | VV Cito Renkum              | 1:3      | Hertog Hendrik Arnheim |
| 27.03.1938 | CVV Rotterdam               | 5:0      | LSV Leerdam            |
| 27.03.1938 | SV De Hollandiaan           | 7:0      | VV Hillegom            |
| 27.03.1938 | VV De Spartaan              | 1:1      | AVV Madjoe             |
| 27.03.1938 | DEC Amsterdam               | 1:2      | SLTO Amsterdam         |
| 27.03.1938 | Dordrechtsche FC            | 3:0      | VVA Amsterdam          |
| 27.03.1938 | DHS Schiedam                | 2:0      | LVV De Postduiven      |
| 27.03.1938 | SV DOSKO                    | 5:2      | BSV Boeimeer           |
| 27.03.1938 | VV Drachten                 | 2:1      | Meppeler SC            |
| 27.03.1938 | EAC Utrecht                 | 1:2      | OSV Oostzaan           |
| 27.03.1938 | VV Ede                      | 5:4      | AVW Arnheim            |
| 27.03.1938 | GVV Eilermark               | 1:0      | EFC Prinses Wilhelmina |
| 27.03.1938 | Electra Amsterdam           | 1:1      | HFC EDO                |
| 27.03.1938 | VV Emmen                    | 2:1      | LVV Friesland          |
| 27.03.1938 | Sportclub Enschede          | 8:0      | FALTO Dieren           |
| 27.03.1938 | Enschedese Boys             | 4:2      | RODA Hooge Zwaluwe     |
| 27.03.1938 | SV Espe                     | 5:0      | ZGC Geldrop            |
| 27.03.1938 | MSVV Flakkee                | 0:0      | RVV Steeds Volharden   |
| 27.03.1938 | VV Gouderak                 | 3:2      | LVV Lugdunum           |
| 27.03.1938 | GVV Geldermalsen            | 1:5      | BVV Picus              |
| 27.03.1938 | VV Haaften                  | 3:4      | HVV Helmond            |
| 27.03.1938 | HFC Haarlem                 | 11:20    | VV Alphia              |
| 27.03.1938 | VV Hattem                   | 6:2      | VV Wijhe               |
| 27.03.1938 | HBS Craeyenhout             | 4:1      | DCL Rotterdam          |
| 27.03.1938 | RKSV Heer                   | 00:5 1   | SV Maurits Lutterade   |
| 27.03.1938 | VV Heerde                   | 3:7      | AGOVV Apeldoorn        |
| 27.03.1938 | HFC Helder                  | 1:1      | ZVV Zaanlandia         |
| 27.03.1938 | SC Helmondia                | 6:3      | SV Nevelo              |
| 27.03.1938 | UC & VV Hercules            | 3:3      | GSV Gouda              |
| 27.03.1938 | Koninklijke HFC             | 2:2      | BVV De Kennemers       |
| 27.03.1938 | VV Hillinen                 | 3:4      | SV DSO Zoetermeer      |
| 27.03.1938 | Hollandia Hoorn             | 1:1      | Wilhelmina Vooruit     |
| 27.03.1938 | JHK Amsterdam               | 8:0      | BSV Allen Weerbaar     |
| 27.03.1938 | KHC Kampen                  | 2:2      | VV Gelria Velp         |
| 27.03.1938 | KVV Krommenie               | 0:7      | Ajax Amsterdam         |
| 27.03.1938 | LDWS Leiden                 | 1:1      | SVC Den Haag           |
| 27.03.1938 | VV Leerdam                  | 1:1      | VV Ursus Schiedam      |
| 27.03.1938 | VV Lekkerkerk               | 2:4      | Fortuna Vlaardingen    |
| 27.03.1938 | MFC Medemblik               | 0:7      | APGS Amsterdam         |
| 27.03.1938 | VV Moordrecht               | 1:3      | HVV Den Haag           |
| 27.03.1938 | SP Neede                    | 0:6      | BVV Borne              |
| 27.03.1938 | VV Nieuweschans             | 4:2      | FVV Foxhol             |
| 27.03.1938 | VV Noordpool UFC            | 1:3      | LAC Frisia Leeuwarden  |
| 27.03.1938 | ODE Amsterdam               | 2:2      | AVV De Volewijckers    |
| 27.03.1938 | Oosterbeekse Boys           | 1:3      | SV Zwolsche Boys       |
| 27.03.1938 | OVVO Amsterdam              | 6:2      | SV Verkade             |
| 27.03.1938 | Plattenburger Boys          | 0:1      | EVV Phenix Enschede    |
| 27.03.1938 | VV Purmersteijn             | 2:0      | Alcmaria Victrix       |
| 27.03.1938 | RC Heemstede                | 3:1      | WFC Wormerveer         |
| 27.03.1938 | RFC Rotterdam               | 3:0      | DIO Haarlem            |
| 27.03.1938 | ASV Rivalen                 | 0:6      | VSV Velsen             |
| 27.03.1938 | 's-Gravenzandse VV          | 2:3      | Vlaardingsche FC       |
| 27.03.1938 | Sallandia Deventer          | 5:2      | WAVV                   |
| 27.03.1938 | SCA Amsterdam               | 5:3      | SV Zeist               |
| 27.03.1938 | SC Hees                     | 4:0      | Oost Arnhemse Boys     |
| 27.03.1938 | VV Schagen                  | 2:3      | VV De Zeemeeuwen       |
| 27.03.1938 | VV Schoonhoven              | 2:5      | Olympia Gouda          |
| 27.03.1938 | VV Schoten                  | 2:1      | BKC Anna Paulowna      |
| 27.03.1938 | SIOD Rotterdam              | 0:6      | Blauw Wit Amsterdam    |
| 27.03.1938 | VV Sliedrecht               | 3:3      | HVV Laakkwartier       |
| 27.03.1938 | Spaarnevogels Haarlem       | 2:2      | VV Schinkelhaven       |
| 27.03.1938 | Sparta Rotterdam            | 7:1      | EHS Haarlem            |
| 27.03.1938 | SC Stadskanaal              | 1:3      | VV Sneek               |
| 27.03.1938 | VV Steenwijk                | 1:4      | Olyphia Noordwolde     |
| 27.03.1938 | Stormvogels IJmuiden        | 4:0      | ODS Kampen             |
| 27.03.1938 | SVV Schiedam                | 10:10    | VV Rijswijk            |
| 27.03.1938 | SVW Gorinchem               | 4:1      | HDV Den Haag           |
| 27.03.1938 | Swift Amsterdam             | 1:5      | HEDW Amsterdam         |
| 27.03.1938 | HVV 't Gooi                 | 2:1      | GVV Unitas             |
| 27.03.1938 | VV Terborg                  | 2:5      | ZVV Zutphania          |
| 27.03.1938 | The Rising Hope Rotterdam   | 2:2      | BEC Delft              |
| 27.03.1938 | TSV Theole                  | 4:0      | GFC Goor               |
| 27.03.1938 | VSV Tonegido                | 2:4      | UVS Leiden             |
| 27.03.1938 | TSC Oosterhout              | 4:2      | PAZO Oisterwijk        |
| 27.03.1938 | HVV Tubantia                | 3:2      | SV Almelo              |
| 27.03.1938 | TVV Zevenaar                | 1:2      | WVV Wageningen         |
| 27.03.1938 | VV Uitgeest                 | 3:2      | Rapiditas Weesp        |
| 27.03.1938 | USC Rotterdam               | 4:5      | SV De Musschen         |
| 27.03.1938 | Vaasser Boys                | 2:9      | HVV Hengelo            |
| 27.03.1938 | Victoria Hilversum          | 0:5      | SV Beverwijk           |
| 27.03.1938 | VIOS Den Haag               | 5:1      | DHC Delft              |
| 27.03.1938 | Vitesse Arnheim             | 5:2      | SC Silvolde            |
| 27.03.1938 | VC Vlissingen               | 10:00    | VV Sluiskil            |
| 27.03.1938 | SV Watervogels              | 2:6      | Gold Star Amsterdam    |
| 27.03.1938 | VV West Frisia              | 12:00    | Ahrend's VC            |
| 27.03.1938 | WVC Winterswijk             | 1:2      | VV Aalten              |
| 27.03.1938 | WVV Winschoten              | 4:0      | VV Zwartemeer          |
| 27.03.1938 | RFC Xerxes                  | 5:0      | VV 's-Gravendeel       |
| 27.03.1938 | Zandvoortsche VV            | 00:5 1   | ZSGO Amsterdam         |
| 27.03.1938 | AVV Zeeburgia               | 11:00    | Donar Hilversum        |
| 27.03.1938 | Zaanlandsche FC             | 4:1      | VV Elinkwijk           |
| 27.03.1938 | VV Zierikzee                | 1:1      | VV Middelburg          |
| 27.03.1938 | VV Zuidbroek                | 2:3      | BRC Groningen          |
| 01.04.1938 | Velox Utrecht               | 1:3      | VUC Den Haag           |
| 03.04.1938 | VV Kinheim                  | 7:0      | VV Alkmaar             |
| 03.04.1938 | NEC Nijmegen                | 7:1      | AVC La Première        |
| 03.04.1938 | UVV Utrecht                 | 4:2      | RVV COAL               |
| 10.04.1938 | Achilles 1894               | 1:2      | VV Leeuwarden          |
| 10.04.1938 | Ajax Sportman Combinatie    | 2:2      | VV CKC Rotterdam       |
| 10.04.1938 | VV Black Boys               | 3:0      | VV Nicator             |
| 10.04.1938 | DDC Rotterdam               | 2:1      | VDL-Maassluis          |
| 10.04.1938 | VV De Kooi                  | 3:0      | SV THOS                |
| 10.04.1938 | SV De Meteoor               | 3:2      | BVC Bloemendaal        |
| 10.04.1938 | VV Eindhoven                | 5:0      | RKVV Baronie           |
| 10.04.1938 | VV GOES                     | 1:2      | RSC Alliance           |
| 10.04.1938 | RKSV Groene Ster            | 1:4      | VV Tegelen             |
| 10.04.1938 | GVAV Rapiditas              | 2:2      | BATO Winschoten        |
| 10.04.1938 | VV Heerenveen               | 9:2      | VV Gorredijk           |
| 10.04.1938 | VV Muntendam                | 4:2      | HSC Harlingen          |
| 10.04.1938 | VV ONA Gouda                | 1:4      | RV & AV Neptunus       |
| 10.04.1938 | RBC Roosendaal              | 1:0      | VV RCS Oost Souburg    |
| 10.04.1938 | VV Succes                   | 1:2      | Heldersche RC          |
| 10.04.1938 | VV Ter Laak                 | 3:3      | RVC Rijswijk           |
| 10.04.1938 | VV Veendam                  | 1:1      | VV Noordster           |
| 10.04.1938 | VVV-Venlo                   | 2:0      | VV Heerlen             |
| 10.04.1938 | VV Warffum                  | 0:4      | LSC 1890               |
| 10.04.1938 | Wilhelmina Den Bosch        | 2:1      | DAW Oss                |
| 16.04.1938 | VAV Juliana Spekholzerheide | 1:2      | RKVV Palemig           |

## 2. Runde
| Datum      |                        | Ergebnis |                      |
| ---------- | ---------------------- | -------- | -------------------- |
| 06.04.1938 | VUC Den Haag           | 3:2      | ZVV Zilvermeeuwen    |
| 10.04.1938 | AGOVV Apeldoorn        | 5:1      | VV Hattem            |
| 10.04.1938 | APGS Amsterdam         | 1:2      | Gold Star Amsterdam  |
| 10.04.1938 | SV Beverwijk           | 1:2      | Sparta Rotterdam     |
| 10.04.1938 | AVV BPC                | 2:0      | ADW Amsterdam        |
| 10.04.1938 | CVV Rotterdam          | 1:0      | GSV Gouda            |
| 10.04.1938 | SV De Hollandiaan      | 3:4      | VV Gouderak          |
| 10.04.1938 | AVV De Volewijckers    | 8:0      | Wilhelmina Vooruit   |
| 10.04.1938 | Dordrechtsche FC       | 2:1      | AVV Zeeburgia        |
| 10.04.1938 | DHS Schiedam           | 0:1      | Blauw Wit Amsterdam  |
| 10.04.1938 | VV Ede                 | 4:0      | VV Aalten            |
| 10.04.1938 | GVV Eilermark          | 1:0      | VV Gelria Velp       |
| 10.04.1938 | VV Eindhoven           | 3:1      | TSC Oosterhout       |
| 10.04.1938 | VV Emmen               | 2:0      | BRC Groningen        |
| 10.04.1938 | Sportclub Enschede     | 1:2      | NEC Nijmegen         |
| 10.04.1938 | SV Espe                | 1:4      | HVV Helmond          |
| 10.04.1938 | LAC Frisia Leeuwarden  | 2:2      | VV Sneek             |
| 10.04.1938 | HEDW Amsterdam         | 2:5      | VV Assendelft        |
| 10.04.1938 | Hertog Hendrik Arnheim | 1:2      | Enschedese Boys      |
| 10.04.1938 | HVV Den Haag           | 1:3      | HFC Haarlem          |
| 10.04.1938 | OSV Oostzaan           | 1:2      | HFC EDO              |
| 10.04.1938 | EVV Phenix Enschede    | 5:2      | HVV Hengelo          |
| 10.04.1938 | BVV Picus              | 2:4      | SV DOSKO             |
| 10.04.1938 | VV Purmersteijn        | 4:1      | SCA Amsterdam        |
| 10.04.1938 | RFC Rotterdam          | 1:2      | RC Heemstede         |
| 10.04.1938 | SC Hees                | 2:2      | WVV Wageningen       |
| 10.04.1938 | SLTO Amsterdam         | 3:1      | ZVV Zaanlandia       |
| 10.04.1938 | RVV Steeds Volharden   | 3:0      | BEC Delft            |
| 10.04.1938 | SVC Den Haag           | 2:4      | HBS Craeyenhout      |
| 10.04.1938 | TSV Theole             | 2:7      | Sallandia Deventer   |
| 10.04.1938 | TOG Amsterdam          | 1:1      | BVV De Kennemers     |
| 10.04.1938 | HVV Tubantia           | 4:2      | Arnhemse Boys        |
| 10.04.1938 | VV Ursus Schiedam      | 0:6      | RFC Xerxes           |
| 10.04.1938 | UVS Leiden             | 2:4      | Fortuna Vlaardingen  |
| 10.04.1938 | UVV Utrecht            | 5:2      | Stormvogels IJmuiden |
| 10.04.1938 | VIOS Den Haag          | 3:2      | HVV 't Gooi          |
| 10.04.1938 | Vitesse Arnheim        | 4:1      | SV Zwolsche Boys     |
| 10.04.1938 | VC Vlissingen          | 0:2      | VV Middelburg        |
| 10.04.1938 | VSV Velsen             | 5:0      | AVV Madjoe           |
| 10.04.1938 | Zwolsche AC            | 2:4      | BVV Borne            |
| 10.04.1938 | Zaanlandsche FC        | 1:1      | Ajax Amsterdam       |
| 10.04.1938 | ZVV Zutphania          | 4:5      | Eendracht Arnheim    |
| 18.04.1938 | DDC Rotterdam          | 2:1      | Vlaardingsche FC     |
| 18.04.1938 | SV De Musschen         | 1:0      | RVC Rijswijk         |
| 18.04.1938 | VV Drachten            | 1:2      | VV Leeuwarden        |
| 18.04.1938 | SC Helmondia           | 5:3      | Wilhelmina Den Bosch |
| 18.04.1938 | Heldersche RC          | 4:0      | VV Uitgeest          |
| 18.04.1938 | JHK Amsterdam          | 1:2      | SV De Meteoor        |
| 18.04.1938 | VV Kinheim             | 3:3      | VV West Frisia       |
| 18.04.1938 | HVV Laakkwartier       | 2:0      | VV CKC Rotterdam     |
| 18.04.1938 | LSC 1890               | 1:1      | VV Heerenveen        |
| 18.04.1938 | VV Muntendam           | 2:0      | VV Nieuweschans      |
| 18.04.1938 | VV Noordster           | 3:0      | Olyphia Noordwolde   |
| 18.04.1938 | Olympia Gouda          | 1:4      | RV & AV Neptunus     |
| 18.04.1938 | OVVO Amsterdam         | 3:0      | VV De Zeemeeuwen     |
| 18.04.1938 | RKVV Palemig           | 2:3      | VVV-Venlo            |
| 18.04.1938 | VV Schinkelhaven       | 2:1      | VV Schoten           |
| 18.04.1938 | SVV Schiedam           | 10:00    | SV DSO Zoetermeer    |
| 18.04.1938 | SVW Gorinchem          | 3:1      | SVV Schiedam         |
| 18.04.1938 | VV Tegelen             | 2:2      | SV Maurits Lutterade |
| 18.04.1938 | ZSGO Amsterdam         | 4:1      | SDW Amsterdam        |
|            | RSC Alliance           | 05:0 1   | RBC Roosendaal       |
|            | VV Black Boys          | 05:0 1   | WVV Winschoten       |
|            | VV De Kooi             | 05:0 1   | BATO Winschoten      |

## 3. Runde
| Datum      |                     | Ergebnis |                      |
| ---------- | ------------------- | -------- | -------------------- |
| 24.04.1938 | AGOVV Apeldoorn     | 4:1      | HVV Tubantia         |
| 24.04.1938 | VV Black Boys       | 1:2      | VV Emmen             |
| 24.04.1938 | BVV Borne           | 1:3      | NEC Nijmegen         |
| 24.04.1938 | AVV BPC             | 1:4      | AVV De Volewijckers  |
| 24.04.1938 | DDC Rotterdam       | 2:3      | UVV Utrecht          |
| 24.04.1938 | SV De Meteoor       | 6:1      | Sparta Rotterdam     |
| 24.04.1938 | SV De Musschen      | 1:0      | RV & AV Neptunus     |
| 24.04.1938 | Dordrechtsche FC    | 3:0      | VV Assendelft        |
| 24.04.1938 | HFC EDO             | 5:0      | VV West Frisia       |
| 24.04.1938 | Eendracht Arnheim   | 1:4      | EVV Phenix Enschede  |
| 24.04.1938 | VV Eindhoven        | 2:2      | SC Helmondia         |
| 24.04.1938 | Enschedese Boys     | 1:3      | WVV Wageningen       |
| 24.04.1938 | Fortuna Vlaardingen | 3:0      | RVV Steeds Volharden |
| 24.04.1938 | Gold Star Amsterdam | 2:2      | VUC Den Haag         |
| 24.04.1938 | HFC Haarlem         | 6:1      | VIOS Den Haag        |
| 24.04.1938 | VV Heerenveen       | 7:0      | VV De Kooi           |
| 24.04.1938 | VV Middelburg       | 4:2      | SV DOSKO             |
| 24.04.1938 | VV Muntendam        | 0:3      | VV Sneek             |
| 24.04.1938 | OVVO Amsterdam      | 3:0      | SLTO Amsterdam       |
| 24.04.1938 | Sallandia Deventer  | 1:3      | GVV Eilermark        |
| 24.04.1938 | VV Schinkelhaven    | 1:0      | VV Purmersteijn      |
| 24.04.1938 | SVW Gorinchem       | 3:1      | HVV Laakkwartier     |
| 24.04.1938 | Vitesse Arnheim     | 2:0      | VV Ede               |
| 24.04.1938 | VSV Velsen          | 3:0      | RC Heemstede         |
| 24.04.1938 | RFC Xerxes          | 2:4      | SVV Schiedam         |
| 24.04.1938 | ZSGO Amsterdam      | 1:3      | BVV De Kennemers     |
| 01.05.1938 | Ajax Amsterdam      | 2:3      | Heldersche RC        |
| 01.05.1938 | Blauw Wit Amsterdam | 5:4      | HBS Craeyenhout      |
| 01.05.1938 | VV Gouderak         | 1:5      | CVV Rotterdam        |
| 01.05.1938 | HVV Helmond         | 1:5      | RSC Alliance         |
| 01.05.1938 | VV Leeuwarden       | 4:0      | VV Noordster         |
| 01.05.1938 | VVV-Venlo           | 6:2      | SV Maurits Lutterade |

## 4. Runde
| Datum      |                     | Ergebnis |                     |
| ---------- | ------------------- | -------- | ------------------- |
| 01.05.1938 | AGOVV Apeldoorn     | 3:0      | EVV Phenix Enschede |
| 01.05.1938 | HFC EDO             | 1:1      | SV De Musschen      |
| 01.05.1938 | VV Emmen            | 1:1      | HFC Haarlem         |
| 01.05.1938 | Fortuna Vlaardingen | 0:1      | SVW Gorinchem       |
| 01.05.1938 | OVVO Amsterdam      | 1:2      | Dordrechtsche FC    |
| 01.05.1938 | SVV Schiedam        | 3:1      | NEC Nijmegen        |
| 01.05.1938 | UVV Utrecht         | 10:10    | VV Schinkelhaven    |
| 01.05.1938 | Vitesse Arnheim     | 1:1      | SC Helmondia        |
| 01.05.1938 | WVV Wageningen      | 3:1      | VV Middelburg       |
| 08.05.1938 | RSC Alliance        | 1:1      | SV De Meteoor       |
| 08.05.1938 | Blauw Wit Amsterdam | 0:0      | VV Sneek            |
| 08.05.1938 | BVV De Kennemers    | 2:2      | CVV Rotterdam       |
| 08.05.1938 | GVV Eilermark       | 0:1      | VUC Den Haag        |
| 08.05.1938 | VV Heerenveen       | 4:7      | VVV-Venlo           |
| 08.05.1938 | VV Leeuwarden       | 1:2      | AVV De Volewijckers |
| 08.05.1938 | VSV Velsen          | 6:2      | Heldersche RC       |

## 5. Runde
| Datum      |                 | Ergebnis |                     |
| ---------- | --------------- | -------- | ------------------- |
| 08.05.1938 | SVW Gorinchem   | 1:3      | Dordrechtsche FC    |
| 15.05.1938 | AGOVV Apeldoorn | 6:1      | AVV De Volewijckers |
| 15.05.1938 | HFC Haarlem     | 5:0      | SV De Musschen      |
| 15.05.1938 | SC Helmondia    | 6:3      | VVV-Venlo           |
| 15.05.1938 | VV Sneek        | 0:1      | CVV Rotterdam       |
| 15.05.1938 | SVV Schiedam    | 1:3      | VSV Velsen          |
| 15.05.1938 | UVV Utrecht     | 3:1      | SV De Meteoor       |
| 15.05.1938 | VUC Den Haag    | 3:1      | WVV Wageningen      |

## Viertelfinale
| Datum      |                  | Ergebnis |                 |
| ---------- | ---------------- | -------- | --------------- |
| 22.05.1938 | HFC Haarlem      | 4:1      | CVV Rotterdam   |
| 22.05.1938 | UVV Utrecht      | 2:3      | AGOVV Apeldoorn |
| 22.05.1938 | VUC Den Haag     | 2:3      | VSV Velsen      |
| 22.05.1938 | Dordrechtsche FC | 2:3      | SC Helmondia    |

## Halbfinale
| Datum      |                 | Ergebnis |              |
| ---------- | --------------- | -------- | ------------ |
| 29.05.1938 | AGOVV Apeldoorn | 7:0      | SC Helmondia |
| 29.05.1938 | HFC Haarlem     | 2:3      | VSV Velsen   |

## Finale
| VSV Velsen                           | VSV Velsen | AGOVV Apeldoorn | AGOVV Apeldoorn |
| ------------------------------------ | --- | --- | --------------- |
| VSV Velsen                           | \| 12. Juni 1938 in Lage Weide, Utrecht \| \| Ergebnis: 4:1 (2:1) \| \| Zuschauer: 3.000 \| \| Schiedsrichter: Hans Boekman \| \| Spielbericht \| | \| 12. Juni 1938 in Lage Weide, Utrecht \| \| Ergebnis: 4:1 (2:1) \| \| Zuschauer: 3.000 \| \| Schiedsrichter: Hans Boekman \| \| Spielbericht \| | AGOVV Apeldoorn |
| VSV Velsen                           | Niek Michel – C. Broek, Siem Voet – Andries Heins, Ab de Vries, Daan van Os – B. Döhring, Wim Balvers, Gerrit van der Lugt, Teun Bot, Sijp Sterk. | | AGOVV Apeldoorn |
| VSV Velsen                           | 1:1 Sijp Sterk (40.) 2:1 Sijp Sterk (42.) 3:1 Sijp Sterk (46.) 4:1 Teun Bot (60.)                                                                 | 0:1 Jo Kluin (5.) | AGOVV Apeldoorn |
| 12. Juni 1938 in Lage Weide, Utrecht | | |                 |
| Ergebnis: 4:1 (2:1)                  | | |                 |
| Zuschauer: 3.000                     | | |                 |
| Schiedsrichter: Hans Boekman         | | |                 |
| Spielbericht                         | | |                 |